# Junior Professional FC
El Junior Professional Football Club es un equipo de fútbol de Liberia que juega en la Premier League de Liberia, la liga de fútbol más importante del país.

## Historia
Fue fundado en el año 1980 en la capital Monrovia y ha ganado el título de la liga premier en 1 ocasión y el torneo de copa lo ha ganado 1 vez.
A nivel internacional ha participado en 2 torneos continentales, donde su mejor participación fue en la Copa CAF de 1996, donde accedió a la segunda ronda.
Su última temporada en la Premier League de Liberia ha sido la de 1999-2000, donde ocupó la 4.ª posición del grupo B.

## Palmarés
- Premier League de Liberia: 1

1996
- Copa de Liberia: 1

1996

## Participación en competiciones de la CAF
| Temporada | Torneo                      | Ronda      | Club                | Casa  | Visita | Global |
| --------- | --------------------------- | ---------- | ------------------- | ----- | ------ | ------ |
| 1996      | Copa CAF                    | 1          | ASFAG               | 3-1   | 1-2    | 4-3    |
| 1996      | Copa CAF                    | 2          | Ports Authority FC  | w.o.1 | w.o.1  | w.o.1  |
| 1997      | Liga de Campeones de la CAF | Preliminar | Racing Club de Bobo | 2-0   | 0-1    | 2-1    |
| 1997      | Liga de Campeones de la CAF | 1          | Goldfields          | 2-1   | 0-3    | 2-4    |

1- La serie se iba a jugar a partido único en Freetown, Sierra Leona debido a la Guerra Civil en Liberia, pero en Junior Professionals abandonó el torneo.

## Jugadores destacados
- Zizi Roberts